# Van mij alleen
Van mij alleen is een lied van de Nederlandse zangers Jeffrey Heesen en Brace. Het werd in 2020 als single uitgebracht.

## Achtergrond
Van mij alleen is geschreven door Jeffrey Heesen, Eddy Brace Rashid MacDonald en Waylon van der Heijden. Het is een nummer uit het genre nederpop. Het is een liefdeslied waarin de liedverteller aan zijn geliefde vertelt dat zij van hem alleen is. De artiesten hadden het lied al een tijd voordat het werd uitgebracht gemaakt, maar omdat het lied zelf een erg zomers geluid heeft, wilden de mannen wachten totdat het zomer was. Het lied werd mede doordat er op TikTok dansjes op het lied werden gemaakt, een hit en heeft de gouden status. Na Van mij alleen hebben de twee zangers ook het minder succesvolle Kadootje uitgebracht.
In 2021 was het lied genomineerd voor de titel Foute Anthem bij radiozender Qmusic.
Het werd bij deze verkiezing, net als Iko Iko van Justin Wellington en Small Jam (cover van het lied van The Dixie Cups uit 1965), verslagen door Hef je glas van Marco Borsato, Rolf Sanchez en John Ewbank.

## Hitnoteringen
De artiesten hadden weinig succes met het lied in Nederland. Het had geen notering in de Single Top 100 en ook de Top 40 werd niet bereikt; het lied bleef steken op de zevende plaats van de Tipparade.